# Andrijaševci
Andrijaševci (srbsky Андријашевци, maďarsky Andrásfalva) jsou vesnice a opčina v Chorvatsku ve Vukovarsko-sremské župě. Nachází se u řeky Bosut, asi 6 km jihozápadně od Vinkovci, asi 15 km severozápadně od Otoku a asi 26 km jihozápadně od Vukovaru. V roce 2001 žilo v Andrijaševcích 2 046 obyvatel, v celé opčině pak 4 075 obyvatel.
K opčině připadají celkem dvě sídla, vesnice Andrijaševci v níž žije 2 046 obyvatel a vesnice Rokovci, která je i přes název celé opčiny správním střediskem. V této vesnici žije 2 029 obyvatel. Tyto dvě části de facto tvoří jedinou vesnici, rozdělenou řekou Bosut.
Sousedními opčinami jsou Cerna, Ivankovo, Privlaka a město Vinkovci. V opčině se stýkají silnice 4166, 4170 a 4192, které jsou zde nejdůležitějšími dopravními komunikacemi. Obě vesnice opčiny jsou též napojeny na železniční síť mezi Županjou a Vinkovci.
O vzniku opčiny existuje pověst o dvou bratrech, kteří se jmenovali Andrija a Rok a na každé straně postavili kostel. Poté kolem kostelů začaly vznikat dvě vesnice současné opčiny, pojmenované Andrijaševci a Rokovci. Zachoval se pouze kostel sv. Ondřeje (Andrije) v Andrijaševcích, kostel v Rokovcích se nedochoval.